# ルートヴィヒ・フェルディナント・フォン・バイエルン
ルートヴィヒ・フェルディナント・フォン・バイエルン（ドイツ語: Ludwig Ferdinand von Bayern, 1859年10月22日 - 1949年11月23日）は、バイエルン王国の王族。バイエルン王子（Prinz von Bayern）、また結婚を通じてスペイン王子（Infante） の称号を有した。
医師、美術家、慈善家そして騎兵隊の司令官であり、スペイン王国軍軍医総監およびスペイン王立アカデミー名誉外科医を務めた。

## 生涯
バイエルン王ルートヴィヒ1世の四男アーダルベルトと、スペイン王族のカディス公フランシスコ・デ・パウラの娘アマリア・デル・ピラールの間の長男としてマドリードに生まれた。全名はルートヴィヒ・フェルディナント・マリア・カール・ハインリヒ・アーダルベルト・フランツ・フィリップ・アンドレアス・コンスタンティン（Ludwig Ferdinand Maria Karl Heinrich Adalbert Franz Philipp Andreas Konstantin）。バイエルン王マクシミリアン2世、ギリシャ王オソン1世、バイエルン摂政王子ルイトポルトは父方の伯父に当たる。
ハイデルベルク大学とミュンヘン大学で医学を学び、外科と婦人科の専門医の国家試験に合格した。1883年から1918年までバイエルン王国第18歩兵連隊（18. Königlich Bayerisches Infanterie-Regiment „Prinz Ludwig Ferdinand“）およびプロイセン軍のシレジア第15竜騎兵連隊（3. Schlesisches Dragoner-Regiment Nr. 15）の隊長を務めた。第一次世界大戦ではミュンヘン駐屯野戦病院の外科部長を務めている。

## 結婚と子女
1883年4月2日、マドリードにおいて、スペイン女王イサベル2世とその夫君フランシスコ・デ・アシスの娘で従妹にあたるマリア・デ・ラ・パスと結婚した。夫妻は1885年にバイエルンに移り、おもにニンフェンブルク宮殿に住んだ。夫妻の間には2男1女をもうけた。
- フェルディナント・マリア・ルートヴィヒ・フランツ・フォン・アッシジ・イザベルス・アーダルベルト・イルデフォンス・マルティン・ボニファツ・ヨーゼフ・イジドロ（1884年 - 1958年）- 1905年、従妹のスペイン王女マリア・テレサと結婚
- アーダルベルト・アルフォンス・マリア・アスツェンジオン・アントニウス・フーベルトゥス・ヨーゼフ・オムネス・サンクティ（1886年 - 1970年）- 1919年、ゼーフリート・アウフ・ブッテンハイム女伯アウグステと結婚
- マリア・デル・ピラール・オイラリア・アントニア・イザベラ・ルドヴィカ・フランツィスカ・ヨーゼファ・リタ・オイフラジア（1891年 - 1987年）

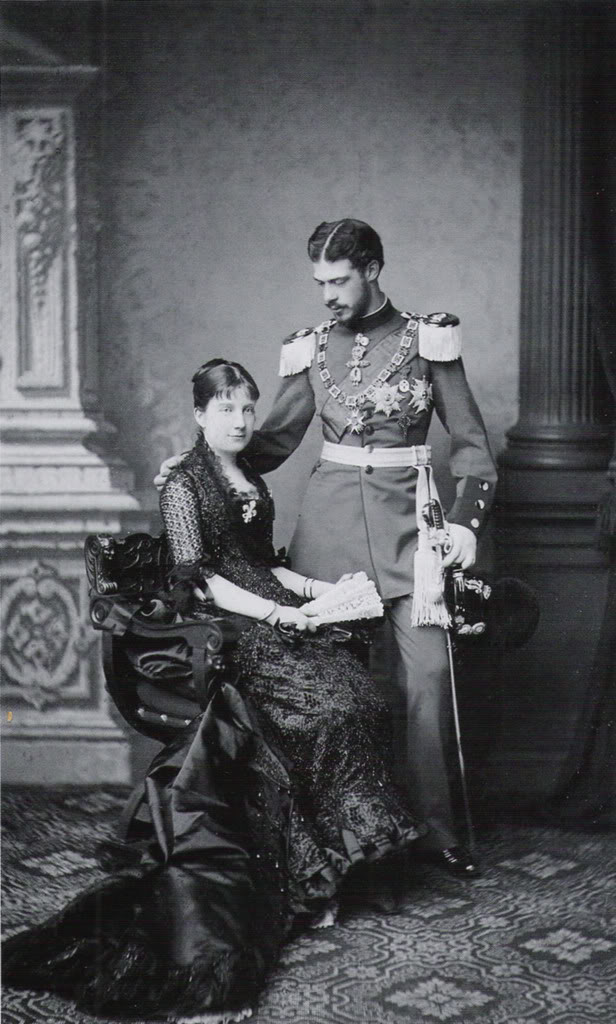
ルートヴィヒ・フェルディナントと妻マリア・デ・ラ・パス、婚約記念の写真（1883年）